# 廣州市政府合署
廣州市政府合署，是廣州市政府主要機關所在地，位於越秀區府前路1號。主體建築是原初第一期工程落成的正面前座及兩旁的前座，不同於合署大院內其他建築設施的設計建設。

## 歷史
建立廣州市政府合署的計劃始於1931年初，由廣州市工務局長袁夢鴻主持設計方案徵集，時任職工務局的林克明額外顧請一位畫則師協助設計，被評委會評定為第一名，獲獎金3千。
工務局在籌畫建行政合署大樓時，原初預想將軍政府、省長公署、鹽運使公署、審判廳、南海縣公署、番禺縣公署、員警廳、教育會、財政廳等納入合署建築，聯合於樓宇內辦公。幾經選址，確定在中央公園後建築，以配合總體規劃的市中軸線、協調中山紀念堂的建築風格。1935年一期落成後，率先入駐辦公的有市政府下屬的市財政局、市土地局、市工務局和市衛生局。
華益公司本在1934年3月的二期招標時中標，而市府資金不足，工程擱置。直至陳濟棠下野，後續時局變幻，原初的二、三期工程就此永久擱置。

## 建筑
一期設計予六個部門聯合辦公，有縱橫通道相連各部門便於溝通，還內設市長辦公室、會議室和大禮堂（容納1500人）等。建築面積有1.3萬平方米，鋼筋混凝土結構五層建築，整體基座花崗岩。為迎合附近中山紀念堂氛圍，建築形象藝術處理上採用了宮殿式，中樓黃琉璃瓦重簷歇山頂，內部裝修天花圖案採用中國式紋樣。